# Euploea butra
Euploea butra är en fjärilsart som beskrevs av Otto Staudinger 1889. Euploea butra ingår i släktet Euploea och familjen praktfjärilar. Inga underarter finns listade i Catalogue of Life.